# یاماگاتا زائو اونسن اسکی ریزورت
یاماگاتا زائو اونسن اسکی ریزورت (به لاتین: Yamagata Zao Onsen Ski Resort) یک پیست اسکی در ژاپن است که در یاماگاتا واقع شده‌است.